# Garth Nix
Garth Nix (ur. 19 lipca 1963) – australijski pisarz literatury fantasy, piszący głównie powieści dla młodzieży. Największą sławę przyniosła mu bestsellerowa seria Stare Królestwo.

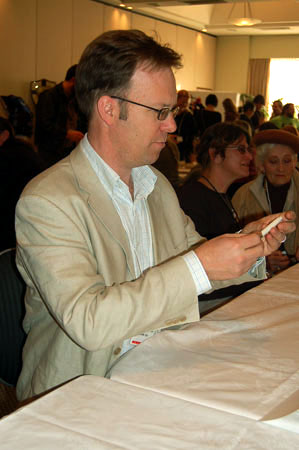
Garth Nix

## Twórczość

### SeriaStare Królestwo
1. Sabriel (org. 1995; Wydawnictwo Literackie – 2004, wznowienia 2006, 2014)
2. Lirael / Lirael – córka Clayrów (org. Lirael: Daughter of the Clayr – 2001; Wyd. Literackie – 2004, wznowienia 2006, 2014)
3. Abhorsen (org. 2003; Wyd. Literackie – 2004, wznowienia 2006, 2014)
4. Clariel (org. 2014; Wydawnictwo Literackie – 2015)
5. Goldenhand (org. 2016)
6. Terciel and Elinor (org. 2021)

- Opowiadania:

1. The Creature in the Cave (org. 2005)
2. To Hold the Bridge: A Tale of the Old Kingdom and Other Stories (org. 2015)

- Krótkie opowiadania:

1. Across the Wall: A Tale of the Abhorsen and Other Stories (org. 2005)
2. The Nine Gates of Death: An Extract of the Journal of Idrach the Lesser Necromancer (org. 2009)
3. An Essay on Free Magic
4. Doctor Crake Crosses the Wall

### SeriaSiódma Wieża
1. Upadek (The Fall – Scholastic, USA, 2000; HarperCollins Wielka Brytania 2008)
2. Wieża (Castle – Scholastic, USA, 2000)
3. Aenir (Aenir – Scholastic, USA, 2000)
4. Above the Veil (Scholastic, USA, 2001; nie wydana w języku polskim)
5. Into the Battle (Scholastic, USA, 2001; nie wydana w języku polskim)
6. The Violet Keystone (Scholastic, USA, 2001; nie wydana w języku polskim)

### SeriaKlucze do Królestwa
1. Pan Poniedziałek (Wydawnictwo Literackie 2006)
2. Ponury Wtorek (Wydawnictwo Literackie 2006)
3. Utopiona Środa (Wydawnictwo Literackie 2006)
4. Książę Czwartek (Wydawnictwo Literackie 2007)
5. Pani Piątek (Wydawnictwo Literackie 2007)
6. Dostojna Sobota (Wydawnictwo Literackie 2010)
7. Lord Niedziela (brak planowanego wydania)

### Pozostałe (nie wydane w języku polskim)
1. Ragwitch (1991)
2. Shade's Children (1997)
3. One Beastly Beast: Two Aliens, Three Inventors, Four Fantastic Tales (2007)
4. Serena and Sea Serpent (2000)
5. Newt's Emerald (2013)

### we współpracy z innymi pisarzami
1. wspólnie z Sean Williams Blood Ties ("Więzy krwi") z cyklu "Spirit Animals" (Wydawnictwo Wilga 2015)